# Brdski istočnokušitski jezici
Brdski istočnokušitski jezici, podskupina od (7) istočnokušitskih jezika koji se govore na prostorima Etiopije i dijelom u Keniji.
Predstavnici su: alaba [alw], 162.000 (1994 popis); burji [bji], 46,565 (1994 popis) u Etiopiji i Keniji; gedeo [drs], 637.000 (1994 census); hadiyya [hdy], 924.000 (1994 popis); kambaata [ktb], 570.000 (1994 popis); libido ili marako [liq], 36,600 (1998 popis); i najvažniji jezik sidamo [sid], 2.900.000 (2005 SIL). .

## Vanjske poveznice
- Ethnologue (14th)
- Ethnologue (15th)